# Eduardo Morales Santos
Eduardo Morales Santos fue ingeniero civil y rector de la Universidad de Santiago de Chile entre los años 1990 y 1998. 
Eduardo Morales Santos conformó la Comisión de Reconciliación Universitaria UTE-Usach, que en su informe final determinó que fueron 88 los ejecutados políticos y detenidos desaparecidos de dicha comunidad universitaria, entre septiembre de 1973 y marzo de 1990.
Este proceso tuvo como corolario un gran acto de reparación el 4 de diciembre de 1991, cuando los familiares de las víctimas de la represión de la dictadura, recibieron los certificados que acreditaban la calidad de estudiantes del plantel de sus deudos.
Además, dentro de los logros de su rectorado se encuentran la creación de las carreras de Psicología, Arquitectura, Periodismo, Medicina, Enfermería, Obstetricia y la fundación de la Facultad de Ciencias Médicas y la Facultad Tecnológica y del Instituto de Estudios Avanzados (Universidad de Santiago de Chile).
En 2011, la Universidad de Santiago le otorgó la calidad de profesor emérito, considerando, entre otros factores, su desempeño como académico del Plantel por más de 30 años y su ejercicio como rector durante dos períodos de cuatro años cada uno.

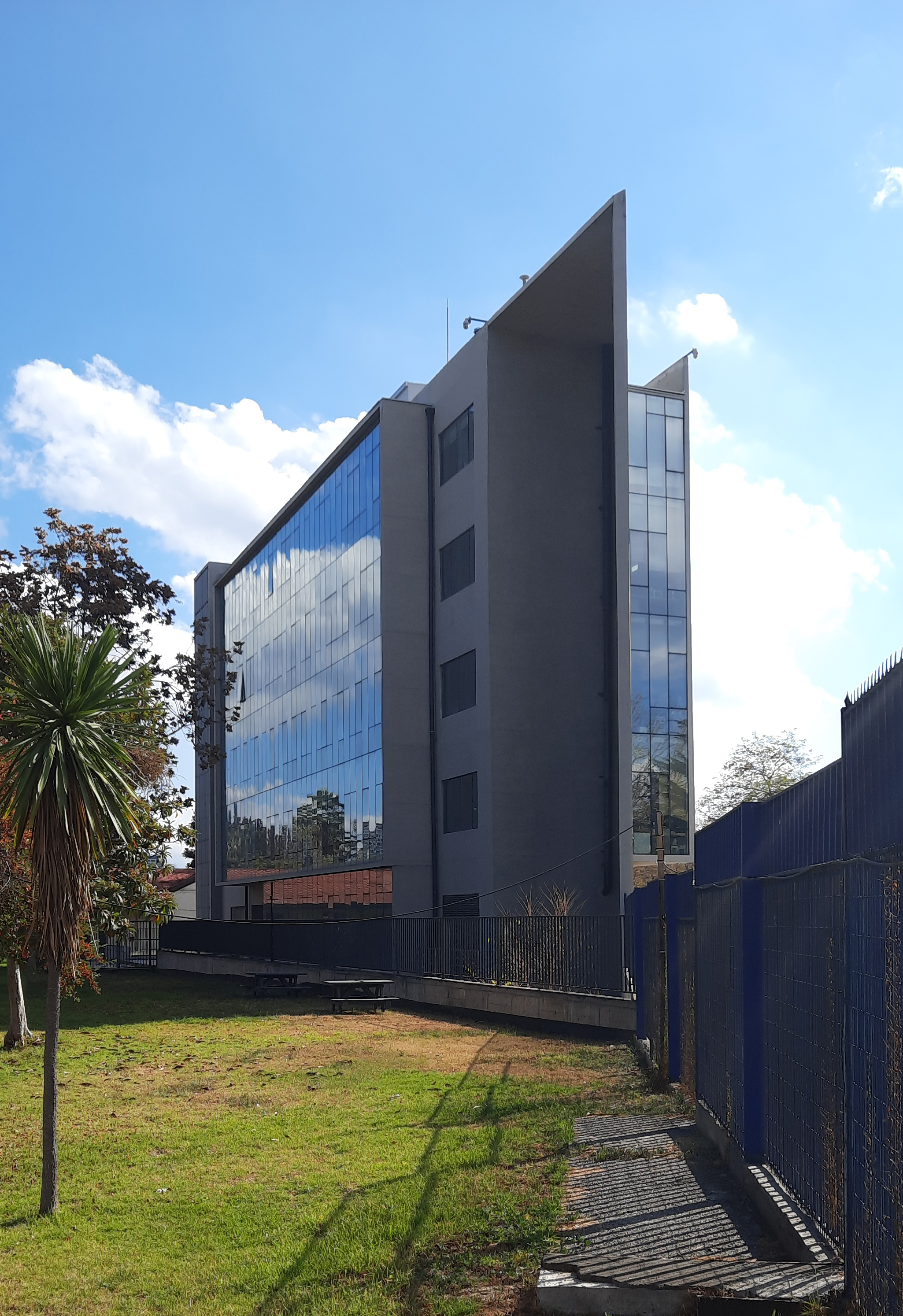
Edificio de investigación Rector Eduardo Morales Santos

El 25 de abril de 2016, fue inaugurado al interior del campus de la Universidad de Santiago, el edificio de investigación, Rector Eduardo Morales Santos.Las dependencias incluye a los centros de investigación Cedenna.